# Marley Marl
Marlon Williams (nascido em 30 de setembro de 1962), melhor conhecido por seu nome artístico Marley Marl, é um DJ, produtor musical, rapper e executivo de gravadora americano, operando principalmente com o hip hop. Marlon cresceu nos conjuntos habitacionais de Queensbridge no Queens, Nova Iorque. É creditado como sendo a influência de inúmeros artistas e ícones do hip hop tais como  RZA, DJ Premier e Pete Rock. Participou também da canção "Paid In Full" da dupla Eric B. & Rakim em seu álbum de estreia que também foi gravado em seu estúdio. Como produtor, um de seus notáveis projetos foi Mama Said Knock You Out de LL Cool J. Marley Marl se interessou por música, se apresentando em programas de talentos locais, durantes os primeiros dias do hip hop. Teve sua grande chance em 1984, com a rapper Roxanne Shante e seu sucesso Roxanne's Revenge.

## Discografia

### Coletâneas
- House of Hits (1995)
- Best of Cold Chillin' (2001)
- Marley Marl's House of Hits (2007)
- Hip Hop's Hero w/ Nikal Fieldz (2010)